# ずっと (佐香智久の曲)
「ずっと」は、佐香智久の2枚目のシングル。

## 解説
1stシングル｢愛言葉｣から約3ヶ月ぶりのリリース。｢ずっと｣は、メジャーデビュー後、初めてのタイアップ曲となった。期間生産限定盤である【｢君と僕。2｣×｢佐香智久｣盤】では、収録内容が一部異なり、｢君と僕。2｣のメインキャラクターと共演したオリジナルドラマ及び｢君と僕。2｣オープニングバージョンが収録されている。

## 収録曲
全編曲：Sorao Mori
1. ずっと [4:16]
作詞：佐香智久、Tomoyuki Ogawa／作曲：Takao Nagatani
  - テレビアニメ『君と僕。2』オープニングテーマ。
2. 君色花火  [4:50]
作詞・作曲：佐香智久
3. それだけでいい  [4:21]
作詞：佐香智久、Tomoyuki Ogawa／作曲：小川智之
4. ずっと (INSTRUMENTAL)
5. 君色花火 (INSTRUMENTAL)
6. それだけでいい (INSTRUMENTAL)